# Ricette veterinarie e georgiche
Ricette veterinarie e georgiche è un'opera dello scrittore fiorentino Marco Lastri, pubblicata nel 1793. Il titolo completo è Ricette veterinarie e georgiche / raccolte per bene dei proprietari delle terre, e dei contadini dal proposto Lastri autore dei dodici calendarj, ossia Corso completo di agricoltura pratica.

## Contenuto
L’opera, come ben anticipato dal titolo stesso, si configura come una raccolta di ricette veterinarie e georgiche. Strutturalmente essa risulta suddivisa in due parti, ciascuna delle quali contiene venticinque ricette per un ammontare complessivo di cinquanta.
Esse si presentano o come rimedi per una qualche disfunzione o come tecniche preventive.
In entrambi i volumi gli argomenti trattati sono ben assortiti e spaziano da materie riguardanti prettamente gli animali ad altre più georgiche e proprie di un buon contadino.
Di queste cinquanta, tuttavia, solamente otto sono puramente veterinarie, le rimanenti quarantadue, invece, sono georgiche e tra queste ultime uno spazio rilevante è occupato dalla tematica della produzione del vino e della sua conservazione.
Questa distinzione, tuttavia, seppur aiuti la comprensione e l’analisi a livello tematico, è da interpretarsi non come una netta separazione: i due filoni, infatti, risultano comunque integrati ed amalgamati tra loro.
Di conseguenza, all’interno della stessa ricetta, i due temi si fondono dando origine a una serie di dispendi che riguardano la vita nelle campagne in tutta la sua totalità.

### Ricette georgiche
Queste tipologie di ricette sono il fulcro di tutta l’opera e ne rappresentano il corpo centrale, sia nella prima che nella seconda parte.
La prima di esse, Per purgare una Stalla dove siano state Bestie attaccate da mal contagioso, o altri luoghi infetti denota, come già anticipato, questa perfetta integrazione tra mondo georgico e veterinario. La ricetta, infatti, espone i trattamenti da applicare per rendere l’aria delle stalle pulita dopo aver ospitato bestie infettate da una qualche malattia.
Le ricette riguardanti il vino sono ben dieci alle quali se ne aggiungono due trattanti l’aceto e due la conservazione delle botti. La prima tra queste si intitola Per fare il Vino di quell’uve fradicie, che si spurgano quando si vuol fare vini scelti: Lastri si rivolge al lettore in modo abbastanza confidenziale dicendo di prendere come materia prima “l’uva che getteresti via” (Lastri, 1793: 6) e di sottoporla ad un procedimento che va dall’ammostamento all’infiascamento. Nel secondo volume troviamo altre due ricette particolari: Della Riponitura delle viti in luogo delle vecchie e Per fare un vino simile pressoppoco a quello delle Canarie: la prima riguarda la rotazione delle colture, ovvero il consiglio, quando sia possibile, di cambiare posizione alle viti qualora si trovino in campi già precedentemente sfruttati per altre viti o diverse coltivazioni perché è proprio questa la causa della loro breve vita. Nella seconda, invece, viene ripresa una caratteristica presente in molte ricette del secondo volume: il fare qualcosa in modo simile a come viene fatto in un altro paese/città.
Altra tematica affrontata è quella della preparazione e coltivazione, (escludendo il vino), di cardi, finocchi, fichi, tartufi, fragole ma anche ricette per le mostarde e la disinfestazione dalle formiche. In quest’ultima, in particolare, è da notare come l’autore consigli di procedere utilizzando dei “formiconi” più grandi per liberarsi delle formiche più piccole che disturbano i raccolti. Per quanto riguarda la mostarda, invece, questa è l’unica ricetta che assume il significato a noi più familiare, ovvero si presenta come una vera e propria ricetta di cucina. Al termine della preparazione, infatti, vengono elencati gli ingredienti e le quantità da utilizzare.

### Ricette veterinarie
Queste ricette, come già anticipato, sono un numero esiguo. Tuttavia, proprio a loro è affidata l’apertura e la chiusura dell’opera complessiva.
Il primo volume si apre con Per la guarigione delle ferite cagionate ai Montoni dalle Spine: come si evince dal titolo, il caso trattato è molto specifico sia nel soggetto da curare sia nel contesto e questa è una caratteristica presente in tutte le ricette di questo tipo, causa anche la delicatezza e la non casualità della materia veterinaria. La particolarità di questo caso sta nella presentazione, da parte dell’autore, di due alternative possibili per la cura del suddetto male: è l’unico caso nell’intera opera. Nel primo caso si serve di “Abrotanto”, nel secondo di grasso di maiale, aceto e pece greca.
La chiusura dell’opera, invece, è affidata a Contro il morso delle vipere, e dei rettili che mordono le pecore nelle mammelle: la ricetta è molto concisa e spiega come creare un unguento curativo con olio di scorpioni, aceto, bolo armeno e foglie.
Nella prima parte dell’opera troviamo anche Per avere pollastre molto grasse e con poca spesa: questa, a differenza delle altre sette, non espone un rimedio prettamente veterinario per una qualche infiammazione o disturbo, è piuttosto una spiegazione di come raggiungere un risultato a quel tempo molto ambito (poca spesa ma galline soddisfacenti), ha quindi una valenza prevalentemente positiva.

## Edizioni
- Lastri, M., 1793. Ricette veterinarie e georgiche / raccolte per bene dei proprietari delle terre, e dei contadini dal proposto Lastri autore dei dodici calendarj, ossia Corso completo di agricoltura pratica. Venezia: Stamperia Graziosi a Sant’Apollinare.[1]
- Lastri, M., 1793. Ricette veterinarie e georgiche / raccolte per bene dei proprietari delle terre, e dei contadini dal proposto Lastri autore dei dodici calendarj, ossia Corso completo di agricoltura pratica (parte prima). Venezia: Stamperia Graziosi a Sant’Apollinare[2]